# 本鄉站 (廣島縣)
本鄉站（日语：／ Hongō eki */?）是位於廣島縣三原市本鄉南六丁目，西日本旅客鐵道（JR西日本）山陽本線的車站。

## 歷史
- 1894年（明治27年）6月10日 - 山陽鐵道三原站至廣島站之間開通，此站啟用。為旅客、貨運車站。
  - 當時車站位於廣島縣豐田郡本鄉村（日语：本郷町 (広島県)）。
- 1906年（明治39年）12月1日 - 山陽鐵道國有化（日语：鉄道国有法），成為官設鐵道車站。。
- 1909年（明治42年）10月12日 - 制定路線名稱。成為山陽本線車站。
- 1924年（大正13年）4月1日 - 隨著實施町制，車站位於廣島縣豐田郡本鄉町（日语：本郷町 (広島県)）。
- 1954年（昭和29年）11月3日 - 隨著本鄉町（第二次）成立，車站位於廣島縣豐田郡本鄉町本鄉。
- 1974年（昭和49年）3月21日 - 終止貨物起卸業務。
- 1987年（昭和62年）4月1日 - 伴隨國鐵分割民營化，車站由西日本旅客鐵道（JR西日本）營運。
- 1990年度 - 綠色窗口開始營業[1]。
- 1995年（平成7年）10月1日 - 車站從廣島分社（日语：西日本旅客鉄道広島支社）直轄改為由三原地域鐵道部（日语：三原地域鉄道部）管轄[2]。
- 1997年（平成9年）3月22日 - 車站成為業務委託車站，業務委託公司為JR西日本廣島MAINTEC（日语：JR西日本広島メンテック）。
- 2001年（平成13年）10月1日 - 實施時間表修正，再沒有此站折返班次。
- 2005年（平成17年）3月22日 - 隨著三原市（第二次）成立，車站位於廣島縣三原市本鄉町本鄉。
- 2007年（平成19年）
  - 7月7日 - 引入可接受ICOCA的簡易型自動閘機（日语：自動改札機）。
  - 9月1日 - 此站可以使用ICOCA。
  - 10月1日 - 櫃臺營業時間縮短。營業時間中設有暫時關閉時段[3]。
- 2008年（平成20年）
  - 4月20日 - 1號與3號月台之間加設有沒有月台的中線（2號線）。
  - 7月7日 - 新月台與跨線橋開始使用。
  - 8月25日 - 實施的新住址顯示（日语：住居表示），車站位於廣島縣三原市本鄉南六丁目。
- 2009年（平成21年）
  - 2月22日 - 三原市本鄉站綜合設施（車站大樓）與南北公眾通道（市道本鄉站站內線）開始使用。
  - 5月7日 - 三原市本鄉駅前停泊單車場開始使用。
  - 10月8日 - 三原市本鄉站綜合設施（站前廣場）開始使用。
- 2018年（平成30年）
  - 6月1日 - 隨著三原地域鐵道部（日语：三原地域鉄道部）廢止，成為三原站被管理車站[4]。
  - 7月6日 - 發生2018年7月西日本豪雨使車站暫停服務。
  - 9月30日 - 三原站至白市站之間重開[5]。

## 車站構造
車站為一座設有半跨站式站房的地面車站，設有2面2線的相對式月台。曾經為2面3線的單式、島式月台。此站透過市鎮發展補助金建設了跨站式站房和周邊發展工程。月台設有升降機連接，車站內的設施必須按照相關條例去為有需要或特別支援人士提供相應設施，因此此站設有無障礙設施。車站內的牆壁與柱身都是以黑色為主調，在第1階南出口附近有由志願者擺放了日式插花。
車站由三原站管理，並委托JR西日本廣島MAINTEC負責車站業務，為業務委託車站。車站可以使用ICOCA與其互相可以使用的IC卡。

### 車站大樓概要
- 鋼架2層高的半跨站式站房
- 落成日：2009年2月22日

### 車站大樓內
第1層
- 候車室（展出了日式插花）
- 7-11 小商店（東口側）
- 男女廁，多功能廁所
- 2台自動售票機（可對應無障礙設備）
- 三原警署本鄉崗亭（不同入口）

第1層
- 大堂（由於在早上和黃昏有許多通勤、上學乘客使用，因此大堂比較寬闊）
- 閘口（在2007年7月引入簡易型自動閘機）
- 綠色窗口
- 1台自動售票機（最新型號）（可對應無障礙設備）
- 南北公眾通道入口
- 2台自動販賣機

### 月台
| 月台 | 路線     | 上下行 | 方向           | 備註                       |
| ---- | -------- | ------ | -------------- | -------------------------- |
| 1    | 山陽本線 | 下行   | 西條、廣島方向 |                            |
| 3    | 山陽本線 | 上行   | 三原、福山方向 | 福山方向的列車需在糸崎轉乘 |

- 以上路線編號和路線顏色是來自JR西日本官方網站的全體路線圖[6]。此站是位於廣島城市網絡（日语：広島シティネットワーク）範圍外，在2016年3月時間表修正時，當時車站時間表中沒有顯示路線編號和路線顏色。
- 1號月台與3號月台之間設有沒有月台的中線（2號線），該路軌可連接廣島與三原方向的路軌。
- 在時間表混亂使列車誤點時，會以廣播通知乘客與於閘口手寫預計到站時間。

### 重建前車站構造
車站設有2面3線的混合式月台，1號月台為下行（廣島方向）本線的單式月台，2、3號月台為島式月台，當中2號月台為上下行副本線，3號月台為上行本線（三原方向）。在中線撤走前，2號月台為中線，1號月台為單式月台，3、4號月台為島式月台。
曾經可以從三原方向列車可進入2號月台進行折返。在2001年10月1日時間表修正中，再沒有班次於此站折返，隨後只有部分下行貨物列車暫時停車，或停泊維護路軌車輛使用。當設有不載客的「日出夢」與臨時團體列車時會調整停站時間。

## 使用狀況
以下為1日平均乘車人次：
| 年度               | 1日平均 乘車人次 | 參考資料 |
| ------------------ | ---------------- | -------- |
| 1999年（平成11年） | 1,830            | [ 7 ]    |
| 2000年（平成12年） | 1,729            | [ 7 ]    |
| 2001年（平成13年） | 1,640            | [ 7 ]    |
| 2002年（平成14年） | 1,580            | [ 7 ]    |
| 2003年（平成15年） | 1,578            | [ 7 ]    |
| 2004年（平成16年） | 1,578            | [ 7 ]    |
| 2005年（平成17年） | 1,745            | [ 7 ]    |
| 2006年（平成18年） | 1,829            | [ 7 ]    |
| 2007年（平成19年） | 1,971            | [ 7 ]    |
| 2008年（平成20年） | 1,993            | [ 7 ]    |
| 2009年（平成21年） |                  |          |
| 2010年（平成22年） |                  |          |
| 2011年（平成23年） | 1,972            | [ 8 ]    |
| 2012年（平成24年） | 1,976            | [ 8 ]    |
| 2013年（平成25年） | 1,951            | [ 8 ]    |
| 2014年（平成26年） | 1,805            | [ 8 ]    |
| 2015年（平成27年） | 1,863            | [ 8 ]    |
| 2016年（平成28年） | 1,853            | [ 8 ]    |
| 2017年（平成29年） | 1,849            | [ 8 ]    |

## 車站周邊
近年周邊由於成為三原市的睡房城市，使周邊進行再開發項目。
- 三原市政廳 本鄉分所
- 廣島縣立綜合技術高等學校（日语：広島県立総合技術高等学校）（前：廣島縣立本鄉工業高等學校（日语：広島県立本郷工業高等学校））
- 三原市立本鄉小學
- 本鄉郵局
- 廣島銀行本鄉分店
- 島波信用金庫（日语：しまなみ信用金庫）本鄉分店
- 本鄉中央醫院
- 三原市本鄉生涯學習中心（舊専賣公社遺址）
- arte（美容室）本鄉生涯學習中心西邊
- EARLY SANTA（蛋糕店）
- 可口可樂裝瓶商日本（日语：コカ・コーラボトラーズジャパン）本鄉工場
- 東洋製罐（日语：東洋製罐）廣島工場
- AEON本鄉購物中心
- 國道2號
- 廣島縣道193號本鄉停車場線（日语：広島県道193号本郷停車場線）
- 廣島縣道33號瀨野川福富本鄉線（日语：広島県道33号瀬野川福富本郷線）
- 廣島縣道50號本鄉久井線（日语：広島県道50号本郷久井線）

## 巴士路線
- 藝陽巴士（日语：芸陽バス）
  - 本鄉線（三原〜小坂、高坂、佛通寺〜本鄉站）
  - 本鄉、聲寶線

## 相鄰車站
西日本旅客鐵道
 山陽本線
三原－本鄉－河內

## 注腳
1. ↑  「JTB時間表」1990年4月號中此站沒有綠色窗口，1991年4月號中此站設有綠色窗口
2. ↑  『データで見るJR西日本 2001』- 西日本旅客鐵道
3. ↑  縮短前為6:50至20:20，縮短後變為平日7:00至19:50，星期六及假日為7:20至18:50，當中11:00至13:00和14:20至15:40之間為關閉時段。
4. ↑  データで見るJR西日本2018 （页面存档备份，存于） p.203 - 西日本旅客鐵道
5. ↑  .   [2020年3月25日]. （原始内容存档于2020年3月25日）.
6. ↑   (PDF). JR出門網.   [2016-04-21]. （原始内容存档 (PDF)于2015-03-18）.PDF
7. 1 2 3 4 5 6 7 8 9 10  三原統計
8. 1 2 3 4 5 6 7  國土數値情報 車站上下乘客數目資料

## 外部連結
- 本鄉｜車站資訊：JR出門網 - 西日本旅客鐵道